# Torneo de Sopot
El Orange Prokom Open de Sopot fue un torneo de tenis, el más importante que se disputaba en Polonia dentro del calendario de la ATP. Se jugaba sobre tierra batida desde la temporada 2001.
El torneo comenzó en 1992 como un pequeño challenger y fue creciendo hasta alcanzar ser el primer torneo de WTA en Polonia (luego se mudó a Varsovia). El español Tommy Robredo fue el único jugador que se impuso más de una vez en el torneo (2001 y 2007) mientras que en dobles, la pareja checa formada por Frantisek Cermak y Leoš Friedl, y la polaca Mariusz Fyrstenberg y Marcin Matkowski se impusieron en 3 ocasiones cada una. Fue el torneo en que Rafael Nadal logró su primer título ATP
Desde la temporada 2008 se disputa en Varsovia.

## Campeones

### Individual Masculino
|       | Año  | Campeón           | Finalista        | Resultado        |
| Sopot |      |                   |                  |                  |
| ----- | ---- | ----------------- | ---------------- | ---------------- |
| Sopot | 2007 | Tommy Robredo     | José Acasuso     | 7-5, 6-0         |
| Sopot | 2006 | Nikolay Davydenko | Florian Mayer    | 7-6(6), 5-7, 6-4 |
| Sopot | 2005 | Gael Monfils      | Florian Mayer    | 7-6(6), 4-6, 7-5 |
| Sopot | 2004 | Rafael Nadal      | José Acasuso     | 6-3, 6-4         |
| Sopot | 2003 | Guillermo Coria   | David Ferrer     | 7-5, 6-1         |
| Sopot | 2002 | José Acasuso      | Franco Squillari | 2-6, 6-1, 6-3    |
| Sopot | 2001 | Tommy Robredo     | Albert Portas    | 1-6, 7-5, 7-6(2) |

### Individual Femenino
| Location | Año  | Campeona          | Finalista        | Resultado     |
| -------- | ---- | ----------------- | ---------------- | ------------- |
| Sopot    | 2004 | Flavia Pennetta   | Klára Zakopalová | 7–5, 3–6, 6–3 |
| Sopot    | 2003 | Anna Smashnova    | Klára Zakopalová | 6–2, 6–0      |
| Sopot    | 2002 | Dinara Safina     | Henrieta Nagyová | 6–3, 4–0 ret. |
| Sopot    | 2001 | Cristina Torrens  | Gala León García | 6–2, 6–2      |
| Sopot    | 2000 | Anke Huber        | Gala León García | 7–6, 6–3      |
| Sopot    | 1999 | Conchita Martínez | Karina Habšudová | 6–1, 6–1      |
| Sopot    | 1998 | Henrieta Nagyová  | Elena Wagner     | 6–3, 5–7, 6–1 |

### Dobles Masculino
|       | Año  | Campeones                            | Finalistas                     | Resultado        |
| Sopot |      |                                      |                                |                  |
| ----- | ---- | ------------------------------------ | ------------------------------ | ---------------- |
| Sopot | 2007 | Mariusz Fyrstenberg Marcin Matkowski | Sebastián Prieto Martín García | 6-1, 6-1         |
| Sopot | 2006 | Frantisek Cermak Leoš Friedl         | Sebastián Prieto Martín García | 6-3, 7-5         |
| Sopot | 2005 | Mariusz Fyrstenberg Marcin Matkowski | Sebastián Prieto Lucas Arnold  | 7-6(7), 6-4      |
| Sopot | 2004 | Frantisek Cermak Leoš Friedl         | Sebastián Prieto Martín García | 2-6, 6-2, 6-3    |
| Sopot | 2003 | Mariusz Fyrstenberg Marcin Matkowski | Frantisek Cermak Leoš Friedl   | 6-4, 6-7(7), 6-3 |
| Sopot | 2002 | Frantisek Cermak Leoš Friedl         | Jeff Coetzee Nathan Healey     | 7-5 7-5          |
| Sopot | 2001 | Paul Hanley Nathan Healey            | Irakli Labadze Attila Savolt   | 7-6(10) 6-2      |

### Dobles Femenino
| Location | Año  | Campeonas                                   | Finalistas                             | Resultado |
| -------- | ---- | ------------------------------------------- | -------------------------------------- | --------- |
| Sopot    | 2004 | Nuria Llagostera Vives Marta Marrero        | Klaudia Jans Alicja Rosolska           | 6–4, 6–3  |
| Sopot    | 2003 | Tatiana Perebiynis Silvija Talaja           | Maret Ani Libuše Průšová               | 6–4, 6–2  |
| Sopot    | 2002 | Svetlana Kuznetsova Arantxa Sánchez Vicario | Evgenia Kulikovskaya Ekaterina Sysoeva | 6–2, 6–2  |
| Sopot    | 2001 | Joannette Kruger Francesca Schiavone        | Yulia Beygelzimer Anastasia Rodionova  | 6–4, 6–0  |
| Sopot    | 2000 | Virginia Ruano Pascual Paola Suárez         | Åsa Carlsson Rita Grande               | 7–5, 6–1  |
| Sopot    | 1999 | Laura Montalvo Paola Suárez                 | Gala León María Sánchez Lorenzo        | 6–4, 6–3  |
| Sopot    | 1998 | Květa Peschke Helena Vildová                | Åsa Carlsson Seda Noorlander           | 6–3, 6–2  |

- Datos: Q299939